# Gare de Mirecourt
La gare de Mirecourt est une gare ferroviaire française des lignes de Jarville-la-Malgrange à Mirecourt et de Neufchâteau à Épinal, située sur le territoire de la commune de Mirecourt, dans le département des Vosges, en région Grand Est.
Gare de la Société nationale des chemins de fer français (SNCF), sans desserte, le trafic voyageurs est suspendu depuis décembre 2016.

## Situation ferroviaire
Établie à 290 mètres d'altitude, la gare de Mirecourt est située au point kilométrique (PK) 57,131 de la ligne de Jarville-la-Malgrange à Mirecourt, après la gare de Poussay (fermée).
Gare de bifurcation, elle est également située au PK 94,156 de la ligne de Neufchâteau à Épinal (partiellement déclassée), entre les gares de Domvallier (située sur une section déclassée) et d'Hymont - Mattaincourt (fermée), néanmoins le tronçon pour rejoindre cette gare est en service et permet un lien avec la ligne de Merrey à Hymont - Mattaincourt.

## Histoire
Au mois d'août 1876, le conseil général des Vosges est informé, par le rapport de l'ingénieur Gauckler, de l'état des décisions et des chantiers en cours sur les lignes de chemin de fer. Sur la ligne de Vézelise à Mirecourt, de la Compagnie des chemins de fer de l'Est, les travaux sont en cours d'exécutions et le « projet définitif du tracé et des terrassements est approuvé ainsi que le nombre et l'emplacement des stations et haltes. il y aura (...) la gare de Mirecourt sera commune aux deux lignes d'Épinal à Neufchâteau et de Vézelise à Mirecourt ».
La gare de Mirecourt devient le terminus de la ligne venant de Nancy, via Vézelise, le 22 décembre 1879 lors de l'ouverture à l'exploitation de la ligne de Vézelise à Mirecourt par la Compagnie de l'Est. La deuxième voie est établie en 1884 sur la totalité de la ligne.

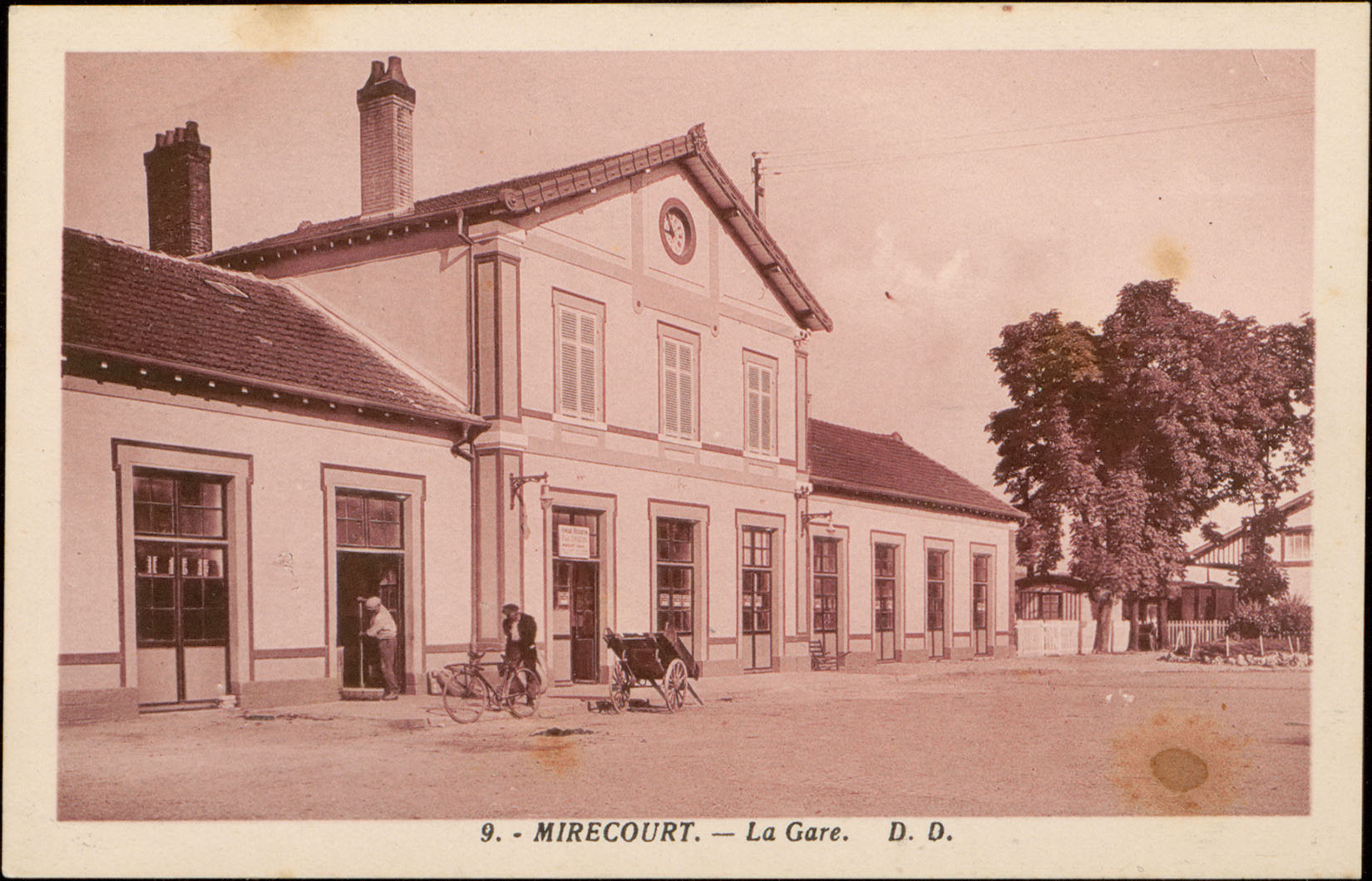
Gare de Mirecourt

Le Président de la République Félix Faure, pour sa première visite, dans l'Est du pays, arrive en train à la gare de Mirecourt le 18 septembre 1895 il y est notamment reçu par les autorités militaires qui y ont organisé une réception dans le cadre de manœuvres qu'ils effectuent à cette époque.
Le 18 décembre 2016, la gare de Mirecourt est fermée au service des voyageurs du fait de la suspension de ce service, entre Pont-Saint-Vincent et Vittel. La raison invoquée, par la SNCF : « des soucis de vétusté de la ligne avec des travaux colossaux à réaliser sur les voies. Une réhabilitation évaluée à cent millions d'euros ».
En décembre 2018, la SNCF, décide de fermer le guichet de la gare en avril 2019.

## Service des voyageurs
Gare fermée, le trafic ferroviaire des voyageurs est suspendu depuis décembre 2016, et le guichet est fermé depuis le mois d'avril 2019.
Le bâtiment de la gare est néanmoins ouvert du lundi au vendredi et il dispose d'automates pour l'achat de titres de transport TER. A proximité, est aménagé un point d'arrêt pour des lignes de cars SNCF.

## Service des marchandises

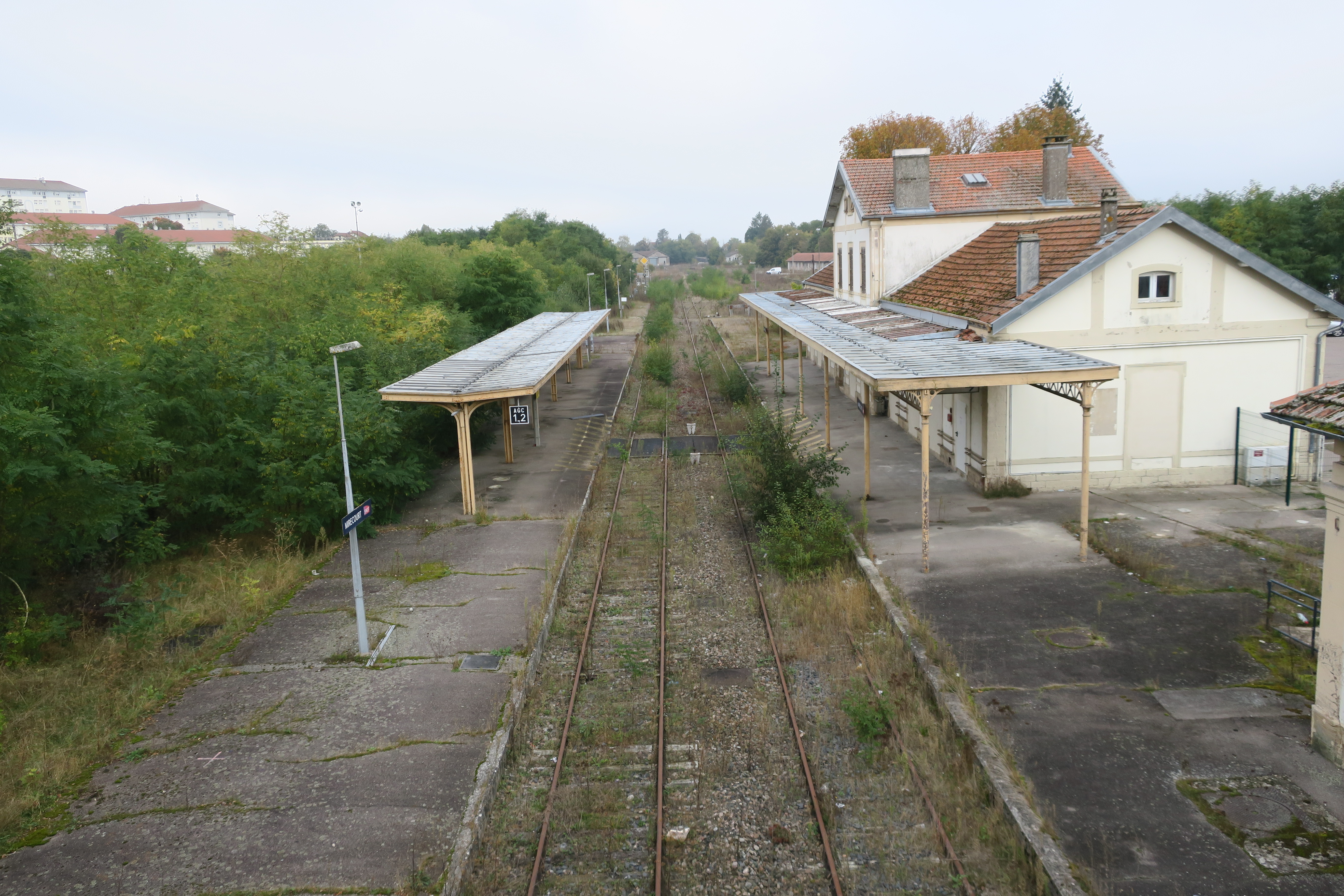
La gare désaffectée, en 2021.

Le site de la gare comporte des « voies de service commercialisables ».

## Patrimoine ferroviaire
Le bâtiment voyageurs (BV), l'ancien bâtiment des toilettes et les auvents de quai sont inutilisés en 2021. Ce BV, du même plan type que ceux (démolis par la suite) de Vittel et Contrexéville, comporte deux ailes basses de quatre travées de part et d'autre d'un grand corps de logis disposé perpendiculairement.